# Astragalus beatleyae
Espèce
Astragalus beatleyae est une espèce de plantes à fleurs de la famille des Fabaceae. C'est une plante herbacée endémique des États-Unis.

## Description
Cette astragale est une plante herbacée pérenne.

## Répartition et habitat
Cette astragale est originaire des États-Unis, plus précisément du Nevada, où elle est endémique.